# Tofta, Göteborg

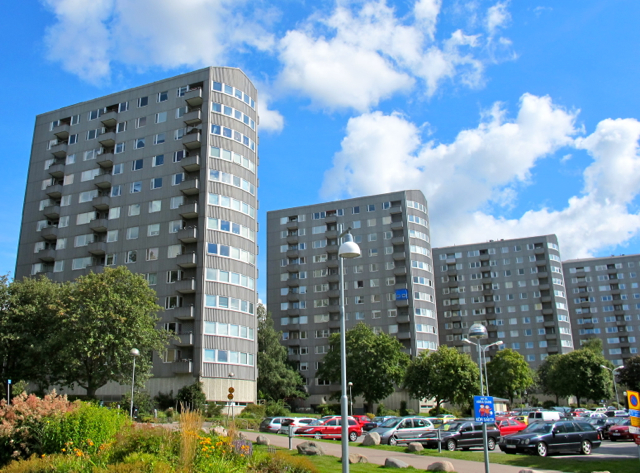
De så kallade Kommandobryggorna på Dragspelsgatan.

Tofta är ett primärområde i stadsområde Sydväst i Göteborgs kommun, beläget öster om Frölunda Torg och väster om Järnbrott. 

## Bebyggelse
Områdets domineras av två byggnadsverk. Ett 800 meter långt 4-vånings lamellhus i tegel med sadeltak längs Pianogatan och Norra Dragspelsgatan, som brukar kallas för Käppen eller Metkroken. Det ritades 1959–1964 av Västra Järnbrotts arkitektkontor.
Den andra husgruppen är Kommandobryggorna eller Strykjärnen, sexton punkthus längs Södra Dragspelsgatan med fasad av korrugerad aluminium.

## Nyckeltal

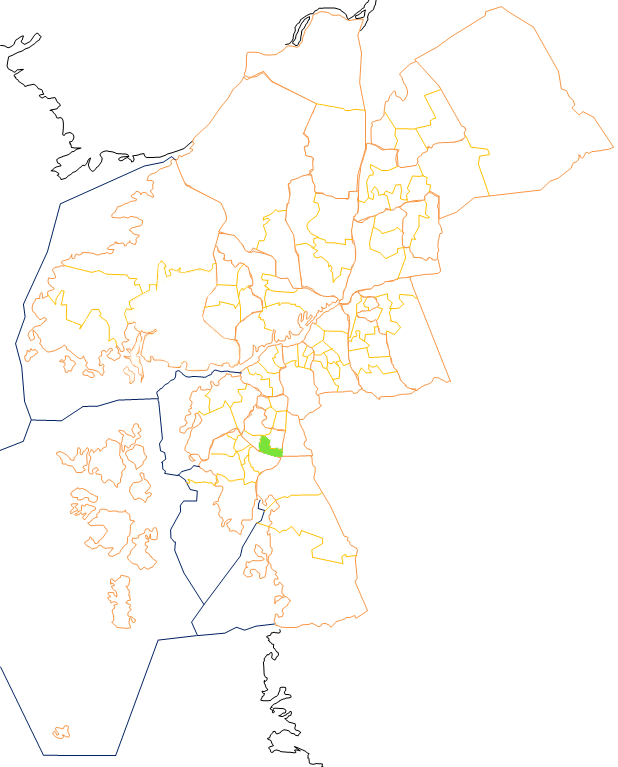
Tofta

Nyckeltalen redovisar statistik som beskriver Göteborg och dess 96 delområden, primärområden, per den 31 december och kan användas för att jämföra de olika områdena. Nedan redovisas uppgifter för primärområdet och jämförelse görs mot uppgifterna för hela kommunen.
|                                                           | Tofta      | Hela Göteborg |
| --------------------------------------------------------- | ---------- | ------------- |
| Folkmängd                                                 | 2 786      | 587 549       |
| Befolkningsförändring 2020–2021                           | -56        | +4 493        |
| Andel födda i utlandet                                    | 33,2 %     | 28,3 %        |
| Andel utrikes födda eller med två utrikes födda föräldrar | 46,3 %     | 38,1 %        |
| Medelinkomst                                              | 254 400 kr | 332 400 kr    |
| Arbetslöshet                                              | 11,1 %     | 6,6 %         |
| Antal ersatta dagar från F-kassan per person (16-64 år)   | 46,3       | 19,5          |
| Andel med eftergymnasial utbildning (minst 3 år)          | 21,7 %     | 37,9 %        |
| Andel bostäder byggda 1961–1970                           | 82,7 %     |               |
| Andel bostäder i allmännyttan                             | 91,6 %     | 25,9 %        |
| Antal färdigställda bostäder 2021                         | 0          |               |
| Andel bostäder i småhus                                   | 0,1 %      | 18,3 %        |

## Stadsområdes- och stadsdelsnämndstillhörighet
Primärområdet tillhörde fram till årsskiftet 2020/2021 stadsdelsnämndsområdet Askim-Frölunda-Högsbo och ingår sedan den 1 januari 2021 i stadsområde Sydväst.